# Kunovice (stacja kolejowa)
Kunovice – stacja kolejowa w Kunovicach, w kraju zlińskim, w Czechach. Znajduje się na wysokości 180 m n.p.m.
Na stacji istnieje możliwość zakupu biletów na wszystkiego rodzaju pociągi oraz rezerwacji miejsc. 

## Linie kolejowe
- 340 Brno - Uherské Hradiště
- 341 Staré Město u Uh.Hradiště - Vlárský průsmyk